# Kilotona
Kilotona je enota, ki predstavlja moč eksplozije 1000 ton TNT. Skupaj s tisočkrat večjo enoto, megatono se uporablja za navajanje moči jedrskega orožja.